# Caitlin Davies
Caitlin Davies (n. 6 martie 1964, Anglia, Regatul Unit) este o scriitoare engleză. Părinții ei sunt scriitorii: Margaret Forster și Hunter Davies. Ea a studiat la lingvistica la universitatea Clark University dín SUA.
Caitlin Davies are din anul 1990  cetățenie botswaniană fiind învățătoare în Botswana.